# Raquel Pélissier
Raquel Pélissier (Port-au-Prince, 21 agosto 1991) è una modella haitiana, eletta Miss Haiti 2016.

## Biografia
Nel 2010 è stata fra i sopravvissuti al terremoto di Haiti, disastro naturale di magnitudo 7,0 MW che ha causato oltre 200.000 morti confermati.
Nel 2011 si è trasferita in Spagna per studiare optometria presso la Complutense University, allo scopo di aiutare la nonna affetta da problemi alla vista.
Il 27 agosto 2016 è stata incoronata Miss Haiti, diventando la rappresentante della nazione per Miss Universo 2016. Nello stesso periodo ha preso parte anche al concorso Reina Hispanoamericana, dove si è classificata al terzo posto.
L'accesso a Miss Universo non si è rivelato tuttavia privo di difficoltà. A causa delle calamità che hanno colpito Haiti negli anni duemiladieci, il governo locale non è riuscito ad offrire sostegno finanziario alla propria candidata, la quale si è affidata ad appelli su Internet per poter raccogliere i fondi necessari alla sua partecipazione. Dopo essere riuscita a raccogliere la somma necessaria, ha rappresentato il proprio paese alla 65ª edizione di Miss Universo, svoltasi il 30 gennaio 2017 al Mall of Asia Arena di Pasay, nelle Filippine, dove è arrivata al secondo posto alle spalle della vincitrice Iris Mittenaere.